# Élections régionales de 2020 en Calabre
Les élections régionales de 2020 en Calabre (en italien : Elezioni regionali in Calabria) ont lieu le 26 janvier 2020 afin d'élire le président et les conseillers de la XIe législature du conseil régional de Calabre pour un mandat de cinq ans.
La coalition de centre droit, menée par Jole Santelli, remporte les élections avec plus de 55 % des suffrages exprimés. La coalition de centre gauche ne parvient pas à se maintenir au pouvoir et perd près de la moitié de ses électeurs, réussissant tout juste à atteindre 30 % des voix. Le Mouvement 5 étoiles, mené par Francesco Aiello, et Trésor Calabre, mené par Carlo Tansi, se retrouvent en dessous du seuil électoral de 8 %, ce qui ne leur permet pas de décrocher des sièges.

## Système électoral

Région de Calabre.

La Calabre est une région italienne à statut simple. 
Le conseil régional ainsi que son président sont élus simultanément pour cinq ans au suffrage universel direct. Les 29 conseillers sont élus au scrutin proportionnel plurinominal avec listes ouvertes, vote préférentiel et seuil électoral de 8 %, tandis que le président est élu au scrutin uninominal majoritaire à un tour. Ce dernier se présente obligatoirement en tant que candidat d'une liste en lice pour le conseil régional, ce qui interdit de fait les candidatures sans étiquettes.
La liste du président élu reçoit d'emblée une prime majoritaire portant sa part des sièges à un minimum 55 % du total. Les sièges sont ensuite repartis à la proportionnelle aux différentes listes ayant franchi le seuil électoral, et à leurs candidats en fonction des votes préférentiels qu'ils ont recueillis. Le seuil de 8 % est abaissé à 4 % pour les listes se présentant au sein d'une coalition ayant elle-même franchie le seuil initial. Par ailleurs, le président élu ainsi que le candidat arrivé en deuxième place de l'élection pour la présidence deviennent de droit membres du conseil, ce qui porte le total de conseillers à 31.

### Modalités
L'électeur vote sur un même bulletin pour un candidat à la présidence et pour la liste d'un parti. Il a la possibilité d'exprimer ce vote de plusieurs façons.
- Soit voter pour une liste, auquel cas son vote s'ajoute également à ceux pour le candidat à la présidence soutenu par la liste. Il a également la possibilité d'exprimer un vote préférentiel pour deux candidats de son choix sur la liste en écrivant leurs noms. Il ne doit dans ce cas pas écrire les noms de deux candidats de même sexe, ni un seul nom.

- Soit ne voter que pour un candidat à la présidence, auquel cas son vote n'est pas étendu à sa liste.

- Soit préciser son vote pour un candidat et pour une liste. Cette dernière doit cependant obligatoirement faire partie de celles soutenant le candidat choisi.

### Répartition des sièges
| Provinces                 | Circ.                     | Sièges | +/-           |  |
| Cosenza                   | Nord                      | 10     | 1             |  |
| Catanzaro                 | Centre                    | 10     | en stagnation |  |
| Crotone                   | Centre                    | 10     | en stagnation |  |
| Vibo Valentia             | Centre                    | 10     | en stagnation |  |
| Reggio de Calabre         | Sud                       | 9      | en stagnation |  |
| Candidats à la présidence | Candidats à la présidence | 2      | 1             |  |
| Total                     | Total                     | 31     | en stagnation |  |

## Résultats
|                                 |                                 |            |            |                      |                             |                           |         |         |               |               |               |       |  |
| Présidence                      | Présidence                      | Présidence | Présidence | Présidence           | Conseil                     | Conseil                   | Conseil | Conseil | Conseil       | Conseil       | Conseil       | Total |  |
| Candidats                       | Candidats                       | Votes      | %          | Élus                 | Partis                      | Partis                    | Votes   | %       | +/-           | Sièges        | +/-           | Total |  |
|                                 | Jole Santelli (FI)              | 449 705    | 55,29      | 1                    |                             |                           |         |         |               |               |               |       |  |
|                                 | Jole Santelli (FI)              | 449 705    | 55,29      | 1                    | Forza Italia (FI)           | 96 067                    | 12,34   | 0,06    | 5             | en stagnation |               |       |  |
|                                 | Jole Santelli (FI)              | 449 705    | 55,29      | 1                    | Ligue (Lega)                | 95 400                    | 12,25   | Nv.     | 4             | 4             |               |       |  |
|                                 | Jole Santelli (FI)              | 449 705    | 55,29      | 1                    | Frères d'Italie (FdI)       | 84 507                    | 10,85   | 8,38    | 4             | 4             |               |       |  |
|                                 | Jole Santelli (FI)              | 449 705    | 55,29      | 1                    | Santelli pour la présidence | 65 816                    | 8,45    | Nv.     | 2             | 2             |               |       |  |
|                                 | Jole Santelli (FI)              | 449 705    | 55,29      | 1                    | Union de centre (UdC)       | 53 250                    | 6,84    | 4,15    | 2             | 2             |               |       |  |
|                                 | Jole Santelli (FI)              | 449 705    | 55,29      | 1                    | Maison des Libertés         | 49 778                    | 6,39    | 2,20    | 2             | 1             |               |       |  |
| Total Centre droit              | Total Centre droit              | 449 705    | 55,29      | 1                    | 444 818                     | 57,13                     | 33,79   | 19      | 11            | 20            |               |       |  |
|                                 | Filippo Callipo (IVC)           | 245 154    | 30,14      | 1                    |                             | Parti démocrate (PD)      | 118 249 | 15,19   | 8,48          | 5             | 4             |       |  |
|                                 | Filippo Callipo (IVC)           | 245 154    | 30,14      | 1                    | Je vis en Calabre (IVC)     | 61 699                    | 7,92    | Abs.    | 3             | 3             |               |       |  |
|                                 | Filippo Callipo (IVC)           | 245 154    | 30,14      | 1                    | Démocrates progressistes    | 47 650                    | 6,12    | 1,16    | 2             | 1             |               |       |  |
| Total Centre gauche             | Total Centre gauche             | 245 154    | 30,14      | 1                    | 227 598                     | 29,23                     | 32,48   | 10      | 9             | 11            |               |       |  |
|                                 | Francesco Aiello (Ind.)         | 59 796     | 7,35       | —                    |                             | Mouvement 5 étoiles (M5S) | 48 784  | 6,27    | 1,37          | —             | en stagnation |       |  |
|                                 | Francesco Aiello (Ind.)         | 59 796     | 7,35       | —                    | Calabre civique             | 8 544                     | 1,10    | Nv.     | —             | en stagnation |               |       |  |
| Total Aiello pour la présidence | Total Aiello pour la présidence | 59 796     | 7,35       | —                    | 57 328                      | 7,36                      | 2,46    | 0       | en stagnation | 0             |               |       |  |
|                                 | Carlo Tansi (Ind.)              | 58 700     | 7,22       | —                    |                             | Trésor Calabre            | 40 299  | 5,18    | Nv.           | —             | en stagnation |       |  |
|                                 | Carlo Tansi (Ind.)              | 58 700     | 7,22       | —                    | Calabre libre               | 5 329                     | 0,68    | Nv.     | —             | en stagnation |               |       |  |
|                                 | Carlo Tansi (Ind.)              | 58 700     | 7,22       | —                    | Calabre propre              | 3 230                     | 0,41    | Nv.     | —             | en stagnation |               |       |  |
| Total Tansi pour la présidence  | Total Tansi pour la présidence  | 58 700     | 7,22       | —                    | 48 858                      | 6,28                      | Nv.     | 0       | en stagnation | 0             |               |       |  |
|                                 |                                 |            |            |                      |                             |                           |         |         |               |               |               |       |  |
| Votes valides                   | Votes valides                   | 813 355    | 96,78      |                      | Votes valides               | Votes valides             | 778 602 | 92,63   |               |               |               |       |  |
| Votes blancs et nuls            | Votes blancs et nuls            | 27 101     | 3,22       | Votes blancs et nuls | Votes blancs et nuls        | 61 961                    | 7,37    |         |               |               |               |       |  |
| Total candidats                 | Total candidats                 | 840 563    | 100        | 2                    | Total partis                | Total partis              | 840 563 | 100     | -             | 29            | 1             | 31    |  |
| Abstentions                     | Abstentions                     | 1 055 427  | 55,67      |                      |                             |                           |         |         |               |               |               |       |  |
| Inscrits/participation          | Inscrits/participation          | 1 895 947  | 44,33      |                      |                             |                           |         |         |               |               |               |       |  |

## Décès de la présidente et nouvelles élections
Le 15 octobre 2020, la présidente Santelli décède à l'âge de 51 ans, des suites d'un cancer après huit mois à la tête de la région. De nouvelles élections, prévues dans les 60 jours par la loi électorale, sont, après plusieurs reports, organisées les 3 et 4 octobre 2021.